# Freddie Hamilton
Frederick „Freddie“ Hamilton (* 1. Januar 1992 in Toronto, Ontario) ist ein ehemaliger kanadischer Eishockeyspieler. Der Center bestritt zwischen 2013 und 2018 insgesamt 75 Partien für vier Teams in der National Hockey League, kam jedoch überwiegend in der American Hockey League zum Einsatz.

## Karriere
Hamilton spielte während seiner Juniorenzeit zwischen 2008 und 2012 für die Niagara IceDogs in der Ontario Hockey League, davon die letzten drei Jahre gemeinsam mit seinem jüngeren Bruder Dougie. Während dieser Zeit gewann er im Jahr 2009 den Ivan Tennant Memorial Award und wurde ein Jahr später im NHL Entry Draft 2010 in der fünften Runde an 129. Stelle von den San Jose Sharks aus der National Hockey League ausgewählt.
Die Sharks nahmen den Stürmer schließlich im Sommer 2011 unter Vertrag und begannen ihn zur Spielzeit 2012/13 in ihrem Farmteam, den Worcester Sharks, aus der American Hockey League einzusetzen. Im Verlauf der Spieljahre 2013/14 und 2014/15 kam er zu insgesamt zwölf NHL-Einsätzen für die San Jose Sharks, spielte aber hauptsächlich in Worcester. Im März 2015 sicherte sich die Colorado Avalanche die Dienste Hamiltons, die im Gegenzug Verteidiger Karl Stollery nach San Jose schickten. Im restlichen Verlauf der Saison bestritt der Center 17 Partien für die Avalanche sowie fünf für die Lake Erie Monsters in der AHL.
Obwohl die Avalanche den Vertrag Hamiltons im September 2015 um ein Jahr verlängerten, transferierten sie ihn nur wenige Wochen später für ein konditionelles Siebtrunden-Wahlrecht im NHL Entry Draft 2016 zum Ligakonkurrenten Calgary Flames, die erst im Sommer seinen Bruder Dougie verpflichtet hatten und das Brüderpaar so wieder vereinten. Nach etwas mehr als zwei Jahren und 39 NHL-Partien in Calgary gelangte der Angreifer im Januar 2018 über den Waiver zu den Arizona Coyotes. Dort beendete er die Saison und erhielt anschließend keinen weiterführenden Vertrag. In der Folge beendete er seine aktive Karriere frühzeitig.

### International
Hamilton spielte für das Team Canada Ontario bei der World U-17 Hockey Challenge 2009, wo sein Team die Goldmedaille gewann. Weitere Einsätze hatte er bei der Weltmeisterschaft der U18-Junioren 2010 und der Weltmeisterschaft der U20-Junioren 2012. Bei der U20-WM 2012 sicherte er sich mit den Kanadiern die Bronzemedaille.

## Erfolge und Auszeichnungen
- 2009 Ivan Tennant Memorial Award
- 2009 Goldmedaille bei der World U-17 Hockey Challenge
- 2012 Bronzemedaille bei der U20-Junioren-Weltmeisterschaft

## Karrierestatistik

### International
Vertrat Kanada bei:
- World U-17 Hockey Challenge 2009
- U18-Junioren-Weltmeisterschaft 2010
- U20-Junioren-Weltmeisterschaft 2012

(Legende zur Spielerstatistik: Sp oder GP = absolvierte Spiele; T oder G = erzielte Tore; V oder A = erzielte Assists; Pkt oder Pts = erzielte Scorerpunkte; SM oder PIM = erhaltene Strafminuten; +/− = Plus/Minus-Bilanz; PP = erzielte Überzahltore; SH = erzielte Unterzahltore; GW = erzielte Siegtore; 1 Play-downs/Relegation; Kursiv: Statistik nicht vollständig)

## Familie
Hamiltons jüngerer Bruder Dougie ist ebenfalls professioneller Eishockeyspieler. Sein Vater Doug war ein erfolgreicher Ruderer, der bei den Olympischen Sommerspielen 1984 die Bronzemedaille im Doppelvierer gewann und auch an den Olympischen Sommerspielen 1988 teilnahm. Seine Mutter Lynn Polson gehörte bei den Sommerspielen 1984 dem kanadischen Basketballteam der Damen an, dass das Turnier auf dem vierten Platz beendete.